# Inga Lindström: Leg dich nicht mit Lilli an
Leg dich nicht mit Lilli an ist ein deutscher Fernsehfilm des ZDF aus dem Jahr 2015. Er ist Bestandteil des ZDF-Herzkino-Sonntagsfilms und der 60. Film innerhalb der Inga-Lindström-Reihe. Regie führte Ulli Baumann. Die Hauptrollen sind mit Sina Tkotsch, Leopold Hornung, Marie Theres Kroetz-Relin und Filip Peeters besetzt.
Die Erstausstrahlung des Films fand am 27. Dezember 2015 im ZDF statt.

## Handlung
Die junge Kommissarin Lilli Hellberg wird Polizeichefin auf Borgholm, einer kleinen, ruhigen schwedischen Insel. Gleich ihre erste Stelle bringt sie in eine führende Position. Da sie aus der Hauptstadt Stockholm kommt, ist nicht nur die eigentlich verantwortungsvolle neue Stelle gewöhnungsbedürftig, sondern auch die ländlichen Gepflogenheiten. Auch auf Borgholm ist man nicht zufrieden: Hermann Lund war zuvor Chef des Polizeireviers, ehe er seinen Vorgesetzten beleidigte und daraufhin degradiert wurde. Die Kriminalitätsrate auf der Insel liegt bei fast null und es gab seit Jahren kein Verbrechen mehr aufzuklären. Doch schlimmer als es Lilli erwartet hat, ist das Verhalten ihrer Kollegen auf der Insel. Sie nehmen Geschenke der Anwohner an und decken Freunde. Dem will Lilli sofort ein Ende setzen. Zum Beispiel wurde dem Fleischer Petter sein Jagdschein für ein Jahr entzogen, dennoch geht er im Wald auf die Jagd, was von den Polizisten, mit denen er sich gut versteht, bisher immer geduldet wurde. Das Haus, das Lilli von nun an bewohnen soll, gehört Agnes Bergdahl, der Tochter von Kommissar Lund. Lillis Nachbar Malte, der die Insel immer wieder verlässt, verliebt sich Hals über Kopf in Lilli und versucht einiges, um ihr näherzukommen. Malte ist aber auch noch aus einem anderen Grund auf der Insel: wegen seiner Schwester Nena. Sie ist mit Adrian Barati, einem Diplomaten-Sohn liiert, der ab und an in ein Haus auf der Insel kommt, das seinem Vater von der ungarischen Botschaft zur Verfügung gestellt wurde. Dort feiert er mit seinen Freunden, Drogen sind im Umlauf und man veranstaltet illegale Autorennen. Doch Malte kann dies, obwohl er davon weiß, nicht der Polizei melden, da auch seine Schwester darin verwickelt ist und sie ist die einzige, die keinen Diplomatenausweis besitzt.
Lillis Vermieterin Agnes Bergdahl interessiert sich für Kunst und sammelt Bilder. Momentan befindet sich ein Gemälde im Wert von zehn Millionen Kronen in ihrer Obhut, das bald verkauft werden soll. Lillis Mutter Uta, die Kunst studiert hat, will sich das wertvolle Gemälde einmal ansehen. Es wird von einer Alarmanlage geschützt, ebenso wie auch andere Bilder, und Bilder, die Adrian Barati dort unterbringen lassen hat, die jedoch nahezu wertlos sind. Maltes Schwester wird von Barati darauf angesetzt, die Wirksamkeit der Alarmanlage festzustellen. Nur wenig später zerstört Barati die Anlage, bricht die Tür auf und bringt das wertvolle Gemälde an sich. Er will damit nach Ungarn fliehen. Die Inselpolizisten, die zwar von den Coup wissen, aber keine Beweise haben, können den Diplomatensohn aufgrund seines Status weder aufhalten noch kontrollieren. Doch nun zahlen sich Lunds gute Inselkontakte aus: Ein kurzer Anruf genügt, und die Fähre tritt ihre Fahrt nicht an, sodass Barati die Insel nicht verlassen kann, bis man ihn festnageln kann. Zuerst stellt er sich stur, gibt dann aber doch das Gemälde zurück, aus Angst seinen Diplomatenstatus zu verlieren.
Zu guter Letzt kommt nicht nur Lillis Mutter mit Hermann Lund zusammen, mit dem sie sich von Anfang an gut verstanden hatte, auch zwischen Lilli und Malte wendet sich alles zum Guten, da er seine Schwester nun nicht mehr beschützen muss.

## Produktionsnotizen
Gedreht wurde vom 18. Mai bis zum 10. Juni 2015 in Borgholm auf der schwedischen Ostseeinsel Öland.
Soundtrack
- Wade In The Water – Eva Cassidy
- You Get What You Give – New Radicals
- Uptown Funk – Mark Ronson Feat. Bruno Mars

## Rezeption

### Kritik
TV Spielfilm kam zu dem Ergebnis: „Harmlos, freundlich und ganz entspannt“
Tilmann P. Gangloff von Tittelbach.tv bescheinigte dem Film, dass der Titel ein „harmloses TV-Erlebnis“ signalisiere und „tatsächlich […] ohne weiteres im Kinderkanal“ hätte laufen können. Der Kritiker führte weiter aus: „Dank Titeldarstellerin Sina Tkotsch ist das romantische Fernwehfernsehen der ZDF-Marke ‚Inga Lindström‘ aber sogar sehenswert: Sie spielt eine frisch gebackene Kommissarin, die zur Polizeichefin von Öland wird, wo ihr Vorgänger (Filip Peeters) die wenigen kriminellen Vorfälle auf eigene Art geregelt hat. Die Bilder sind sonnendurchflutet, alles grünt & blüht, und die Handlung ist überschaubar.“

### Einschaltquote
Die Erstausstrahlung im ZDF verfolgten insgesamt 4,97 Millionen Menschen, was einem Marktanteil von 14,9 % beim Gesamtpublikum entsprach. Bei den Jüngeren zwischen 14 und 49 Jahren schalteten insgesamt 0,82 Millionen (6,8 % Marktanteil) ein.